# Broock
Broock is een plaats en voormalige gemeente in de Duitse deelstaat Mecklenburg-Voor-Pommeren, en maakt deel uit van het Landkreis Ludwigslust-Parchim.
Broock telt 431 inwoners. Sinds 1 januari 2009 is het een deel van de gemeente Lübz geworden.